# 青衣の少年
青衣の少年は1770年に製作されたトマス・ゲインズバラによる油彩の全身画であり、現在カリフォルニア州サンマリノのハンティントン・ライブラリーに収蔵されている。

## 歴史
この作品はおそらくゲインズバラの作品のなかでも最も有名なものである。裕福な金物商の子であったジョナサン・バトール(1752年-1805年）の肖像画と考えられているが、いまだ考証としては確かなものではない。この絵は肖像画であると同時に服飾の歴史を学ぶ教材でもある。17世紀のものである少年の服は、アンソニー・ヴァン・ダイクのオマージュであり、とりわけヴァン・ダイクの描いた若きチャールズ2世の肖像によく似ている。
ゲインズバラは青衣の少年を描く前に何かをこのカンバスに描いており、それに塗り重ねるようにしてこの作品を完成させた。ほぼ等身大で、作品の幅はおよそ48インチ (1,200 mm)、高さは70インチ (1,800 mm)である。ゲインズバラのこの絵は、彼のライヴァルであったジョシュア・レノルズの忠告に対する返答でもあった。レノルズいわく、
絵のなかの光のかたまり〔マッス〕は常に暖色の、柔らかな黄、赤、黄色がかった白でなければならず、青、灰、緑という色は常にその光のかたまりの外にあり、柔らかな色彩を支えたり引き立たせるためだけに用いられるべきというのが私の考えだ。この目的からいえば、寒色はわずかでも十分である。その反対はどうだろうか。光を寒色にし、周囲を暖かな色合いにすれば、これはローマやフィレンツェの画家たちが描く作品で馴染みのとおりだが、これではルーベンスやティツィアーノといった巨匠の手にかかったとしても、その絵を素晴らしくまた調和のとれたものにすることはもはや芸術の力の及ばぬところであるだろう—ジョシュア・レノルズ

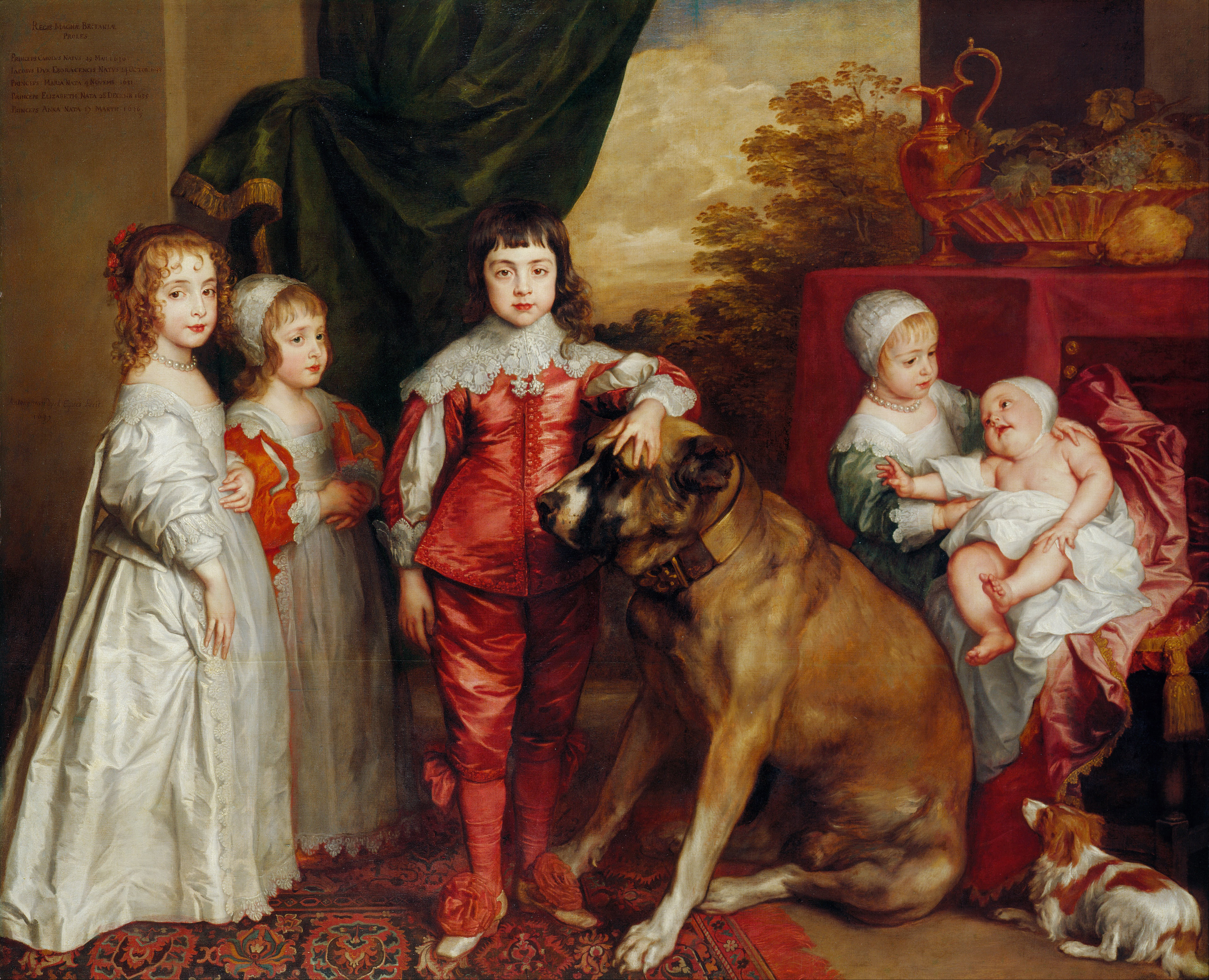
ヴァン・ダイクによるチャールズ1世の幼少期の肖像画(1637年）。左からメアリー、ブリーチングの儀式を迎える前の4歳のジェームズ、チャールズ、エリザベス、アン

ジョナサン・バトールは、1796年に破産するまでこの絵の所有者であった。その後に政治家のジョン・ネズビットが購入し、次いで1802年に肖像画家であったジョン・ホプナーの手に渡った。1809年頃に、『青衣の少年』はグローヴナー伯爵のコレクションに入ったが、その子孫であるウェストミンスター公爵ヒュー・グローヴナーが1921年に美術商のジョーゼフ・デュビーンに売却した。この頃には、この絵は英国美術振興協会やロイヤルアカデミーなどの展示会で衆目の集まるところとなり、さまざまな印刷物に掲載されるなど大変な人気を得ていた。
1919年、この絵はドイツ人の映画作家であるフリードリヒ・ヴィルヘルム・ムルナウにインスピレーションを与え、彼の第一作である『青い服の少年』(Der Knabe in blau)を製作する契機となった。
その後この絵はイギリスで競売にかけられ、その結果、アメリカの鉄道王であるヘンリー・E・ハンティントンに70万ドルを超える値で売却された（この額はデュビーンの請求書による）が、これは当時の絵画につく値段としては破格であった。1921年11月11日付けのューヨーク・タイムズの記事によれば購入価格は64万ドルであり、これは2014年時点の価値に直せば850万ドル以上になる。1922年、カリフォルニア州への発送に先立って『青衣の少年』はしばしの間、ナショナル・ギャラリーに展示され、9万人もの人がここを訪れ鑑賞した。ナショナル・ギャラリーの館長だったチャールズ・ホームズは、この絵に感動するあまりカンバスの裏側に「オ・ルヴォワール〔さようなら〕、チャールズ・ホームズより」と惜別の言葉を刻んでいる。

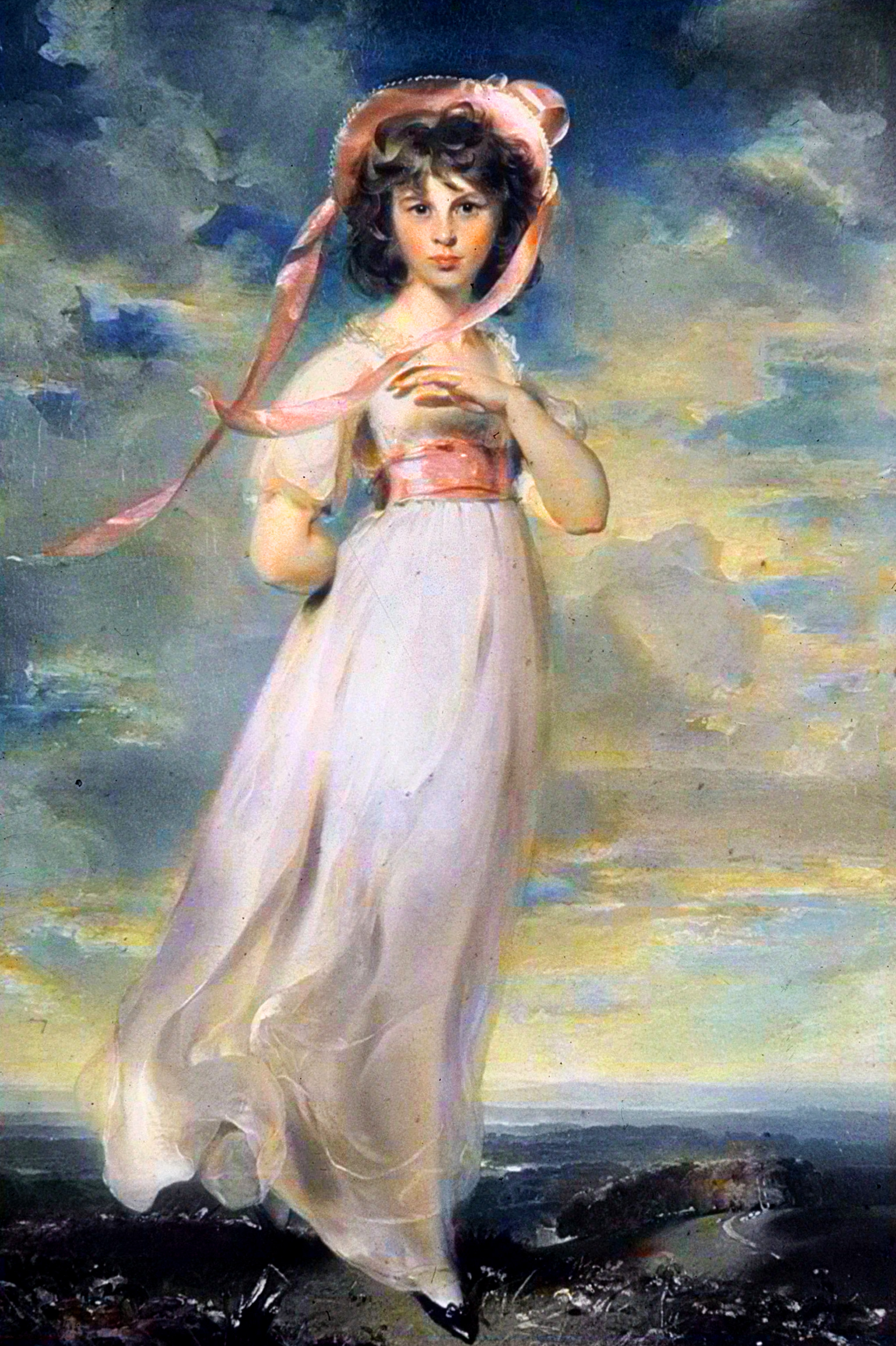
トーマス・ローレンスの『ピンキー』

ポップ・アートの先駆的な画家であるロバート・ラウシェンバーグが絵画の道に進んだのも、この絵をみて感銘を受けたからだといわれている。ハンティントンが2枚セットで購入し、ハンティントン・ライブラリーでは向かい合って並べられている、トーマス・ローレンスのピンキー（絵画）は、対になる作品とされることが多い。この2枚のカラーイメージが「男子＝青、女子＝ピンク」という社会通念を作ったといわれる。